# Juliana Didone

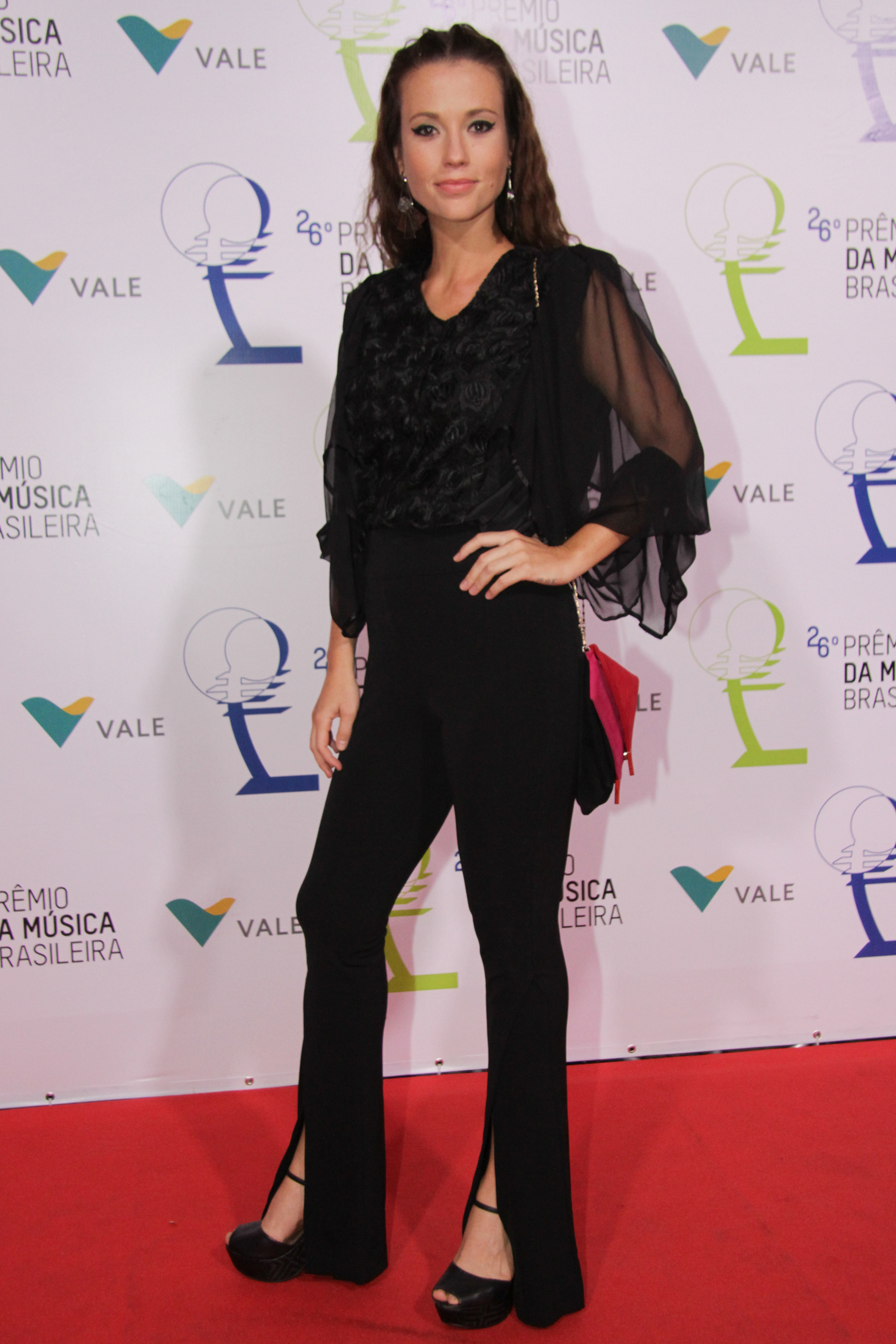
Juliana Didone (2015)

Juliana Didone (anhörenⓘ; * 11. Oktober 1984 in Porto Alegre, Rio Grande do Sul) ist eine italo-brasilianische Schauspielerin und ein ehemaliges Model.
Juliana startete ihre Modelkarriere als 14-Jährige und zog infolgedessen nach São Paulo und Tokio. Später wechselte sie ins Schauspielfach. Die Rolle, die sie am bekanntesten machte, war die Hauptrolle in der Telenovela Malhação von 2004 bis 2005. Daneben spielte sie noch in weiteren Telenovelas mit und drehte Werbespots. 

## Filmografie
- 2002: Desejos de Mulher (Fernsehserie)
- 2003: Mulheres Apaixonadas (Fernsehserie, eine Folge)
- 2005: Malhação (Fernsehserie, sieben Folgen)
- 2006–2007: O Profeta (Fernsehserie, 133 Folgen)
- 2007: Paraíso Tropical (Fernsehserie, 44 Folgen)
- 2008: Casos e Acasos (Fernsehserie, eine Folge)
- 2008–2009: Negócio da China (Fernsehserie, 108 Folgen)
- 2009: Natal Mágico (Fernsehfilm)
- 2010: Passione (Fernsehserie, 11 Folgen)
- 2011: Aquele Beijo (Fernsehserie)
- 2012: Colegas
- 2013: Pecado Mortal  (Fernsehserie, zwei Folgen)
- 2013: Meu Passado Me Condena: O Filme
- 2013: Tangerine Memory